# Dirección General de Políticas Turísticas
La Dirección General de Políticas Turísticas (DGPT) es el órgano directivo del Ministerio de Industria y Turismo, adscrito a la Secretaría de Estado de Turismo, que asiste a esta en las relaciones con otras administraciones en materia turística, en el diseño de la política turística y en la mejora del sector.

## Historia
La Dirección General se estableció por Real Decreto 409/2024, de 23 de abril, con el objetivo de mejorar la comunicación entre el Ministerio y las comunidades autónomas. Nació tras asumir estas competencias que antes ejercía directamente la Secretaría de Estado de Turismo, a través de la Subdirección General de Cooperación y Competitividad Turística, que se suprimió. Por otra parte, se mantuvo y se adscribió a la Dirección General la Subdirección General de Desarrollo y Sostenibilidad Turística, así como se crearon dos nuevas divisiones: una de Cooperación y Competitividad Turística —que reemplazó a la mencionada Subdirección General— y otra de Programas Turísticos y Asuntos Económicos, para gestión económica de programas turísticos.

## Estructura
La Dirección General se estructura a través de los siguientes órganos directivos:
- La Subdirección General de Desarrollo y Sostenibilidad Turística, a la que le corresponde diseñar e implementar estrategias para desarrollar y mejorar los destinos turísticos; desarrollar planes y programas que promuevan la innovación, la calidad, la sostenibilidad y la competitividad; y el diseño, impulso y coordinación de estrategias que promuevan la utilización de tecnologías emergentes en el sector, tanto en los destinos, como en la propia gestión turística, promoviendo la conectividad, la inteligencia y la presencia en las redes.
- La División de Cooperación y Competitividad Turística, a la que le corresponde gestionar las relaciones institucionales en materia turística con los diferentes órganos de la Administración General del Estado, con las comunidades autónomas, con las administraciones locales y con el sector privado, así como aquellas del Departamento de carácter internacional, con el objeto de elaborar las bases y la planificación general de la política turística. Por otro lado, también es responsable de la información, el análisis de oportunidades y el respaldo a la implantación en el exterior de las empresas turísticas españolas.
- La División de Programas Turísticos y Asuntos Económicos, a la que le corresponde gestionar aquellos programas de apoyo económico al sector turístico que se asignen a la Secretaría de Estado de Turismo.

## Titulares
- Ana Muñoz Llabrés (2024-presente)[3]